# Добровський район
Добровський район (рос. Добровский район) — муніципальне утворення у Липецькій області.